# جسر التنومة الجديد
جسر التنومة الجديد أو الجسر الايطالي او الاسم الرسمي جسر الشهيد محمد باقر الصدر يربط بين قضاء شط العرب ومدينة البصرة، ويعد أكبر جسر في العراق. يبلغ طول الجسر 1280 متر وعرضه 22 متر ويتضمن معبر ملاحي بطول 500 متر وارتفاع 35 متر عن مستوى المياه وبعرض 35 متر.

## البناء
قام بعملية البناء شركة ميغ الإيطالية واستمر العمل أربع سنوات وبكلفة إجمالية ستة وثمانين مليار دينار عراقي. كان من المقرر الانتهاء خلال سنتين لكن العمل تلكئ.